# Carabine fédérale 1851
La carabine fédérale 1851 (en allemand : Eidgenössischer Stutzer 1851) était la première carabine militaire de l'armée suisse à être procurée par la Confédération suisse au lieu d'être fournie par les cantons respectifs de résidence des soldats. Il fut remplacé en 1869 par le Fusil Vetterli modèle 1869/70.